# Saint-Ilpize
Saint-Ilpize è un comune francese di 191 abitanti situato nel dipartimento dell'Alta Loira della regione dell'Alvernia-Rodano-Alpi.

## Società

### Evoluzione demografica
Abitanti censiti